# Anaxyrus
Anaxyrus es un género de anfibios anuros de la familia Bufonidae nativo de Norte y Centroamérica. Anteriormente se consideraba un subgénero de Bufo hasta que la amplia revisión taxonómica de anfibios realizada en 2006 por el equipo de Darrel R. Frost, del Museo de Historia Natural de Nueva York lo estableció como género.

## Especies
Se reconocen 22 especies según ASW:

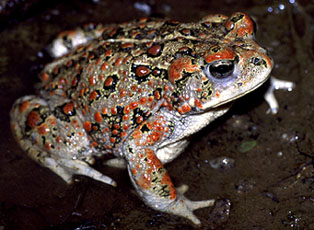
Anaxyrus boreas.

- Anaxyrus americanus (Holbrook, 1836)
- Anaxyrus baxteri (Porter, 1968)
- Anaxyrus boreas (Baird & Girard, 1852)
- Anaxyrus californicus (Camp, 1915)
- Anaxyrus canorus (Camp, 1916)
- Anaxyrus cognatus (Say, 1822)
- Anaxyrus compactilis (Wiegmann, 1833)
- Anaxyrus debilis (Girard, 1854)
- Anaxyrus exsul (Myers, 1942)
- Anaxyrus fowleri (Hinckley, 1882)
- Anaxyrus hemiophrys (Cope, 1886)
- Anaxyrus houstonensis (Sanders, 1953)
- Anaxyrus kelloggi (Taylor, 1938)
- Anaxyrus mexicanus (Brocchi, 1879)
- Anaxyrus microscaphus (Cope, 1867)
- Anaxyrus nelsoni (Stejneger, 1893)
- Anaxyrus punctatus (Baird & Girard, 1852)
- Anaxyrus quercicus (Holbrook, 1840)
- Anaxyrus retiformis (Sanders & Smith, 1951)
- Anaxyrus speciosus (Girard, 1854)
- Anaxyrus terrestris (Bonnaterre, 1789)
- Anaxyrus woodhousii (Girard, 1854)